# Iazde
Iazde (em persa: یزد; romaniz.: Yazd) é uma cidade da província de Iazde, condado de Iazde e distrito Central, no Irã. Segundo censo de 2016, havia 529 673 habitantes. Em 2017, foi declarada Património Mundial da UNESCO.